# Tretanorhinus mocquardi
Tretanorhinus mocquardi là một loài rắn trong họ Rắn nước. Loài này được Bocourt mô tả khoa học đầu tiên năm 1891.